# Samuel Pupo
Samuel Pupo (São Sebastião, 27 de outubro de 2000), mais conhecido como Samuca, é um surfista profissional brasileiro.
Pupo estreou na Liga Mundial de Surfe (WSL) em 2022, terminando a temporada na 10ª colocação no ranking, sendo eleito Rookie of The Year (Novato do Ano, em português) daquela temporada.
Em outubro de 2024 foi campeão do Challenger Series, divisão de acesso do Circuito Mundial de Surfe.